# Lissonota lenis
Lissonota lenis là một loài tò vò trong họ Ichneumonidae.